# Tembung (Percut Sei Tuan)
Tembung is een bestuurslaag in het regentschap Deli Serdang van de provincie Noord-Sumatra, Indonesië. Tembung telt 50.932 inwoners (volkstelling 2010).